# Tomoplagia pura
Tomoplagia pura
 es una especie de insecto del género Tomoplagia de la familia Tephritidae del orden Diptera. 
Mary Katherine Curran la describió científicamente por primera vez en el año 1931.